# Бакстер, Мередит
Мередит Бакстер (англ. Meredith Baxter; род. 21 июня 1947, также известна как Мередит Бакстер-Берни) — американская актриса и продюсер, пятикратная номинант на премию «Эмми». Наиболее известна по ролям в телесериалах «Семья» (1976—1980) и «Семейные узы» (1982—1989), также сыграла главные роли в нескольких десятках телефильмов.

## Биография
Бакстер является дочерью актрисы Уитни Блейк. Она — открытая лесбиянка.
В 1966—1971 года Бакстер была замужем за актёром Робертом Льюисом Бушем. В этом браке Бакстер родила своих первого и второго ребёнка — сына Теодора Джастина Буша (род.1967) и дочь Эву Уитни Буш (род.06.08.1969). В 1974—1990 года Бакстер была замужем за актёром Дэвидом Бирни. В этом браке Бакстер родила своих третьего, четвёртого и пятого ребёнка — дочь Кэтлин Джинн Бирни (род. 05.12.1974) и сына и дочь-близнецов Питера Дэвида Эдвина Бирни и Молли Элизабет Бирни (род. 02.10.1984). В 1995—2000 годах Мередит была замужем за актёром Майклом Блоджеттом.
С 8 декабря 2013 года Бакстер жената на подрядчице Нэнси Лок, с которой она встречалась 8 лет до их свадьбы.

## Избранная фильмография
| Год       |    | Русское название                 | Оригинальное название                            | Роль                             |
| --------- | -- | -------------------------------- | ------------------------------------------------ | -------------------------------- |
| 1971      | с  | Семья Партриджей                 | The Partridge Family                             | Дженни                           |
| 1976      | с  | Улицы Сан-Франциско              | The Streets of San Francisco                     | Джоди Диксон                     |
| 1976      | ф  | Вся президентская рать           | All the President’s Men                          | Дебби Слоун                      |
| 1976      | с  | Женщина-полицейский              | Police Woman                                     | Лиз Робсон                       |
| 1976—1980 | с  | Семья                            | Family                                           | Нэнси Лоуренс Мейтленд           |
| 1977—1982 | с  | Лодка любви                      | The Love Boat                                    | Франческа Рэндолл / Сэнди Рителл |
| 1982—1989 | с  | Семейные узы                     | Family Ties                                      | Элис Китон                       |
| 1985      | тф | Дело Ричарда Бека                | The Rape Of Richard Beck                         | Барбара Макки                    |
| 1997      | с  | Спин-Сити                        | Spin City                                        | Мейси                            |
| 2001      | тф | Убийство в «Восточном экспрессе» | Murder on the Orient Express                     | миссис Хаббард                   |
| 2003      | ф  | Дьявольский остров               | Devil’s Pond                                     | Кит                              |
| 2003      | с  | Седьмое небо                     | 7th Heaven                                       | мисс Джонс                       |
| 2005      | ф  | Личная жизнь Этана Грина         | The Mostly Unfabulous Social Life of Ethan Green | Харпер Грин                      |
| 2005      | с  | Ищейка                           | The Closer                                       | конгрессвумен Симмонс            |
| 2006      | с  | Братья и сёстры                  | Brothers & Sisters                               | Маргарет Пакард                  |
| 2006—2007 | с  | Детектив Раш                     | Cold Case                                        | Эллен Раш                        |
| 2008      | ф  | Луковые новости                  | The Onion Movie                                  | шеф-повар кулинарного шоу        |
| 2009—2011 | мс | Гриффины                         | Family Guy                                       | Элис Китон / в роли самой себя   |
| 2011—2013 | мс | Дэн против                       | Dan Vs.                                          | Элис-старшая                     |
| 2012—2015 | с  | Их перепутали в роддоме          | Switched at Birth                                | Бонни Тэмблин-Диксон             |
| 2013      | с  | Хор                              | Glee                                             | Лиз Стивенс                      |
| 2013      | с  | Соседи                           | The Neighbors                                    | мать Джойнер                     |
| 2014      | с  | Молодые и дерзкие                | The Young and the Restless                       | Морин Расселл                    |
| 2014—2015 | с  | В поисках Картер                 | Finding Carter                                   | Джоан Уилсон                     |
| 2015      | с  | Быть Мэри Джейн                  | Being Mary Jane                                  | Симон                            |
| 2016      | с  | Реанимация                       | Code Black                                       | Джоанна                          |